# Liste der Kulturdenkmale in Luxemburg-Bahnhofsviertel
In der Liste der Kulturdenkmale in Luxemburg-Bahnhofsviertel sind alle Kulturdenkmale des luxemburgischen Stadtteils Bahnhofsviertel aufgeführt (Stand: 15. Juli 2025).
| Bild                                                                                            | Bezeichnung                                                                                     | Lage                                           | Beschreibung | Stufe | Eingetragen seit   |
| ----------------------------------------------------------------------------------------------- | ----------------------------------------------------------------------------------------------- | ---------------------------------------------- | --- | ----- | ------------------ |
| Diesellokomotive 1604 der CFL                                                                   | Diesellokomotive 1604 der CFL                                                                   |                                                | | PCN   | 3. März 1988       |
| Weitere Bilder                                                                                  | Bahnhof Luxemburg                                                                               | place de la Gare (Karte)                       | Das Empfangsgebäude mit Uhrenturm wurde in den Jahren 1907 bis 1913 nach Plänen des deutschen Architekten Alexander Rüdell im neobarocken Stil erbaut. Seitlich angebaut befand sich in einem Pavillon, der mit dem Hauptgebäude durch eine Arkade verbunden ist, der Fürstenbahnhof des Großherzogs, der nach verschiedenen Umnutzungen heute ein Bistro beherbergt. In den 1990er Jahren wurde die Hallendecke bemalt. Von 2006 bis 2012 wurde der Bahnhof innen und außen in großem Umfang umgebaut und saniert. | PCN   | 13. Januar 1989    |
| Villa Pauly                                                                                     | Villa Pauly                                                                                     | 57, boulevard de la Pétrusse (Karte)           | Die Villa Pauly wurde im Jahre 1923 von dem Chirurgen Norbert Pauly erbaut, die Pläne stammten von dem Architekten Mathias Martin. Während des Zweiten Weltkrieges beherbergte es von August 1940 bis September 1944 das Hauptquartier der Gestapo in Luxemburg. Heute befindet sich in der Villa Pauly der Sitz des “Comité directeur pour le souvenir de la résistance” und eines Dokumentationszentrums über die Bewegung der Résistance in Luxemburg. Das Gebäude vereint bauliche Elemente des Spätmittelalters und der Renaissance. | PCN   | 11. August 1989    |
| Villa Clivio                                                                                    | Villa Clivio                                                                                    | 17, rue Goethe (Karte)                         | Die Villa Clivio ist eine Villa im Jugendstil, die um 1908 von dem Architekten Mathias Martin für den Unternehmer Cesare Clivio (1868–1939) entworfen wurde. In den 1930er Jahren verkaufte Clivio das Haus an eine Familie, die dort bis 1960 lebte. Danach stand das Haus jahrelang leer und verfiel. Erst Mitte der 1980er Jahre kaufte es die luxemburgische Sparkasse und ließ es restaurieren. | PCN   | 11. August 1989    |
| Schienenbus Z 208/218                                                                           | Schienenbus Z 208/218                                                                           |                                                | gebaut 1956 von Westwaggon in Köln-Deutz mit zwei Dieselmotoren Deutz A 12 L 614 | PCN   | 29. Juni 2000      |
| Wegmann-Waggons B-22-40 452, B-22-40 461, ABD-81-40 486, ABD-81-40 491 und BR 84-40-457 der CFL | Wegmann-Waggons B-22-40 452, B-22-40 461, ABD-81-40 486, ABD-81-40 491 und BR 84-40-457 der CFL |                                                | | PCN   | 15. Dezember 2005  |
| Weitere Bilder                                                                                  | Gebäude                                                                                         | 19, avenue de la Liberté (Karte)               | Nachdem das Eisenhüttenunternehmen ARBED nach dem Ersten Weltkrieg aufblühte, entschied man sich, einen repräsentativen Sitz für die Verwaltung errichten zu lassen. Das Gebäude entstand zwischen 1920 und 1922 nach Plänen des französischen Architekten René Théry. Nach der Vereinigung von Arbed mit Arcelor verlor das Gebäude seine ursprüngliche Funktion. ArcelorMittal nutzte es für Schulungen. Ab 2013 nutzte ArcelorMittal das Gebäude aufgrund der hohen Unterhaltskosten gar nicht mehr. Daraufhin wurde es unter Denkmalschutz gestellt und an die luxemburgische Sparkasse verkauft. Das Gebäude bietet rund 15.000 m² Nutzfläche und beherbergte ursprünglich neben Büros auch Salons, Tagungsräume, ein Restaurant, eine Bibliothek, ein Bankettsaal, eine Kegelbahn und ein Fitnessstudio. Der Stil ist von französischen Schlössern aus dem 17. und 18. Jahrhundert inspiriert. Es wurde aus Stahlbeton gebaut, die Fassaden aber mit Sandstein verkleidet. | PCN   | 7. März 2014       |
| Weitere Bilder                                                                                  | Dampflokomotive 5519 der CFL                                                                    |                                                | | PCN   | 24. Oktober 2017   |
| Wegmann-Waggons B-22-40-463-5 und B-22-40-469-2 der CFL                                         | Wegmann-Waggons B-22-40-463-5 und B-22-40-469-2 der CFL                                         |                                                | | PCN   | 24. Oktober 2017   |
| Gebäude                                                                                         | Gebäude                                                                                         | 7–9, Place de la Gare (Karte)                  | Das Direktionsgebäude der luxemburgischen Eisenbahngesellschaft wurde zwischen 1957 und 1959 nach Plänen von Camille Frieden, Constant Gillardin und Gerhard Dietrich errichtet. Mit 41 Metern war es bei seiner Fertigstellung das höchste Verwaltungsgebäude des Landes. Von 1999 bis 2003 wurde das Gebäude renoviert. Anfang 2022 vorgelegte Pläne sehen vor, die Gebäude zu sanieren und in einen Neubau zu integrieren, der zwischen 2023 und 2026 entlang der Gleise errichtet werden soll. | PCN   | 4. Februar 2022    |
| Gebäude                                                                                         | Gebäude                                                                                         | 99, rue Adolphe Fischer (Karte)                | | PCN   | 19. September 2022 |
| Hauptfassade des Gebäudes                                                                       | Hauptfassade des Gebäudes                                                                       | 37, rue de Hollerich (Karte)                   | | PCN   | 27. Juli 2022      |
| Hauptfassade des Gebäudes                                                                       | Hauptfassade des Gebäudes                                                                       | 39, rue de Hollerich (Karte)                   | | PCN   | 27. Juli 2022      |
| Hauptfassade des Gebäudes                                                                       | Hauptfassade des Gebäudes                                                                       | 43, rue de Hollerich (Karte)                   | | PCN   | 27. Juli 2022      |
| Hauptfassade des Gebäudes                                                                       | Hauptfassade des Gebäudes                                                                       | 45, rue de Hollerich (Karte)                   | | PCN   | 27. Juli 2022      |
| Gebäude                                                                                         | Gebäude                                                                                         | 30, rue Michel Rodange (Karte)                 | | PCN   | 14. Februar 2025   |
| Gebäude                                                                                         | Gebäude                                                                                         | 1, rue d’Epernay (Karte)                       | | PCN   | 29. Januar 2025    |
| „Hôtel de Paris“ mit Platz                                                                      | „Hôtel de Paris“ mit Platz                                                                      | Place de Paris/Avenue de la Liberté (Karte)    | | IS    | 6. Juli 1978       |
| Gebäude mit Platz                                                                               | Gebäude mit Platz                                                                               | 122, rue Adolphe Fischer (Karte)               | | IS    | 13. Februar 1989   |
| „Hôtel Alfa“                                                                                    | „Hôtel Alfa“                                                                                    | 16, place de la Gare (Karte)                   | Das Hotel wurde 1930 nach Plänen von Léon Bouvart von dem Unternehmer Alfred Lefèvre (1866–1958) im Art-déco-Stil erbaut. Ende 1944 diente es den US-amerikanischen Generälen Patton, Bradley und Eisenhower im Zweiten Weltkrieg als Dienstsitz. Das Gebäude wurde in den 1970er Jahren und in den späten 1990er Jahren renoviert. | IS    | 14. Mai 1991       |
| Gebäude                                                                                         | Gebäude                                                                                         | 11, rue de Bonnevoie (Karte)                   | | IS    | 21. September 2007 |
| Gebäude                                                                                         | Gebäude                                                                                         | 4, rue du Fort Wallis (Karte)                  | | IS    | 9. Februar 2012    |
| Gebäude „Accinauto“                                                                             | Gebäude „Accinauto“                                                                             | 36, place de la Gare/24, rue d’Epernay (Karte) | | IS    | 9. September 2015  |
| Gebäude                                                                                         | Gebäude                                                                                         | 29, avenue de la Gare (Karte)                  | | IS    | 30. Oktober 2015   |

Legende: PCN – Immeubles et objets bénéficiant des effets de classement comme patrimoine culturel national; IS – Immeubles et objets inscrits à l’inventaire supplémentaire

## Quelle
- Liste des immeubles et objets beneficiant d’une protection nationales, Nationales Institut für das gebaute Erbe, Fassung vom 12. September 2022, S. 73 f., 83 (PDF)

- Karte mit allen Koordinaten:
- OSM |
- WikiMap

Bahnhofsviertel |
Beggen |
Belair |
Bonneweg |
Cents |
Clausen |
Dommeldingen |
Eich |
Gasperich |
Grund |
Hamm |
Hollerich |
Kirchberg |
Limpertsberg |
Merl |
Mühlenbach |
Neudorf-Weimershof |
Pfaffenthal |
Pulvermühle |
Rollingergrund |
Oberstadt |
Weimerskirch |
Zessingen
Bad Mondorf |
Bartringen |
Bauschleiden |
Bech |
Beckerich |
Befort |
Berdorf |
Bettemburg |
Bettendorf |
Betzdorf |
Bissen |
Biwer |
Burscheid |
Bous-Waldbredimus |
Clerf |
Colmar-Berg |
Consdorf |
Contern |
Dalheim |
Diekirch |
Differdingen |
Dippach |
Düdelingen |
Echternach |
Ell |
Ernztalgemeinde |
Erpeldingen an der Sauer |
Esch an der Alzette |
Esch an der Sauer |
Ettelbrück |
Fels |
Feulen |
Fischbach |
Flaxweiler |
Frisingen |
Garnich |
Goesdorf |
Grevenmacher |
Grosbous-Wahl |
Habscht |
Heffingen |
Helperknapp |
Hesperingen |
Junglinster |
Käerjeng |
Kayl |
Kehlen |
Kiischpelt |
Koerich |
Kopstal |
Lenningen |
Leudelingen |
Lintgen |
Lorentzweiler |
Luxemburg |
Mamer |
Manternach |
Mersch |
Mertert |
Mertzig |
Monnerich |
Niederanven |
Nommern |
Parc Hosingen |
Petingen |
Préizerdaul |
Pütscheid |
Rambruch |
Reckingen/Mess |
Redingen/Attert |
Reisdorf |
Remich |
Roeser |
Rosport-Mompach |
Rümelingen |
Saeul |
Sandweiler |
Sassenheim |
Schengen |
Schieren |
Schifflingen |
Schüttringen |
Stadtbredimus |
Stauseegemeinde |
Steinfort |
Steinsel |
Strassen |
Tandel |
Ulflingen |
Useldingen |
Vianden |
Vichten |
Waldbillig |
Walferdingen |
Weiler zum Turm |
Weiswampach |
Wiltz |
Winseler |
Wintger |
Wormeldingen